# Dimer (hemija)
Dimer je hemijski entitet koji se sastoji od dve strukturno slične podjedinica, monomera, koji su vezani bilo jakim ili slabim vezama.
Dimer koji je stabilniji u svom pobuđenom u odnosu na osnovno stanje je egzimer.

## Organska hemija
Molekularni dimeri se često formiraju reakcijom dva identična jedinjenja, npr.: 2A → A-A. U ovoj reakciji monomer "A" se dimerizuje i daje dimer "A-A". Na primer Diaminokarbeni se dimerizuju u tetraaminoetilene:
Sirćetna kiselina formira dimer u gasnoj fazi, u kome su monomerne jedinice vezane vodoničnim vezama. Pod specijalnim uslovima, većina molekula koji sadrže OH-grupe formira dimere, npr. dimer vode.
Diciklopentadien je asimetrični dimer dva molekula ciklopentadiena koji su reagovali u Diels-Alderovoj reakciji. Nakon zagrevanje, on se razlaže (podleže retro-Diels-Alderovoj reakciji) i daje dva identična monomera:
Termin homodimer se koristi kad su dva molekula identična (npr. A-A), i heterodimer kad nisu (npr. A-B). Reverzna reakcije dimerizacije se naziva disocijacijom.